# روبرت إليس (رسام)
روبرت إليس (بالإنجليزية: Robert Ellis)‏ هو رسام نيوزيلندي، ولد في 2 أبريل 1929 في نورثامبتون في المملكة المتحدة.